# Haselmühl
Haselmühl ist ein Gemeindeteil der Gemeinde Kümmersbruck im oberpfälzischen Landkreis Amberg-Sulzbach in Bayern.

## Geografie
Das im östlichen Bereich des Oberpfälzer Jura gelegene Dorf liegt etwas weniger als einen Kilometer südwestlich des Ortszentrums von Kümmersbruck auf einer Höhe von 371 m ü. NHN.

## Geschichte
Durch die Verwaltungsreformen zu Beginn des 19. Jahrhunderts im Königreich Bayern wurde Haselmühl mit dem Zweiten Gemeindeedikt im Jahr 1818 Bestandteil der Ruralgemeinde Köfering. Der Verwaltungssitz dieser Gemeinde war in Haselmühl. Im Zuge der Gebietsreform in Bayern wurde die Gemeinde Köfering mit den Gemeinden Gärmersdorf und Theuern zusammengeschlossen, wobei mit Kümmersbruck der bisherige Verwaltungssitz der Gemeinde Gärmersdorf zum Sitz der neu gebildeten Großgemeinde wurde. Nach diesem Ort wurde auch die neue Gemeinde benannt. 1987 zählte Haselmühl 2837 Einwohner und war damit noch vor dem Hauptort Kümmersbruck (das damals etwa 2100 Bewohner zählte) der einwohnerstärkste Gemeindeteil der Gemeinde Kümmersbruck.

## Verkehr

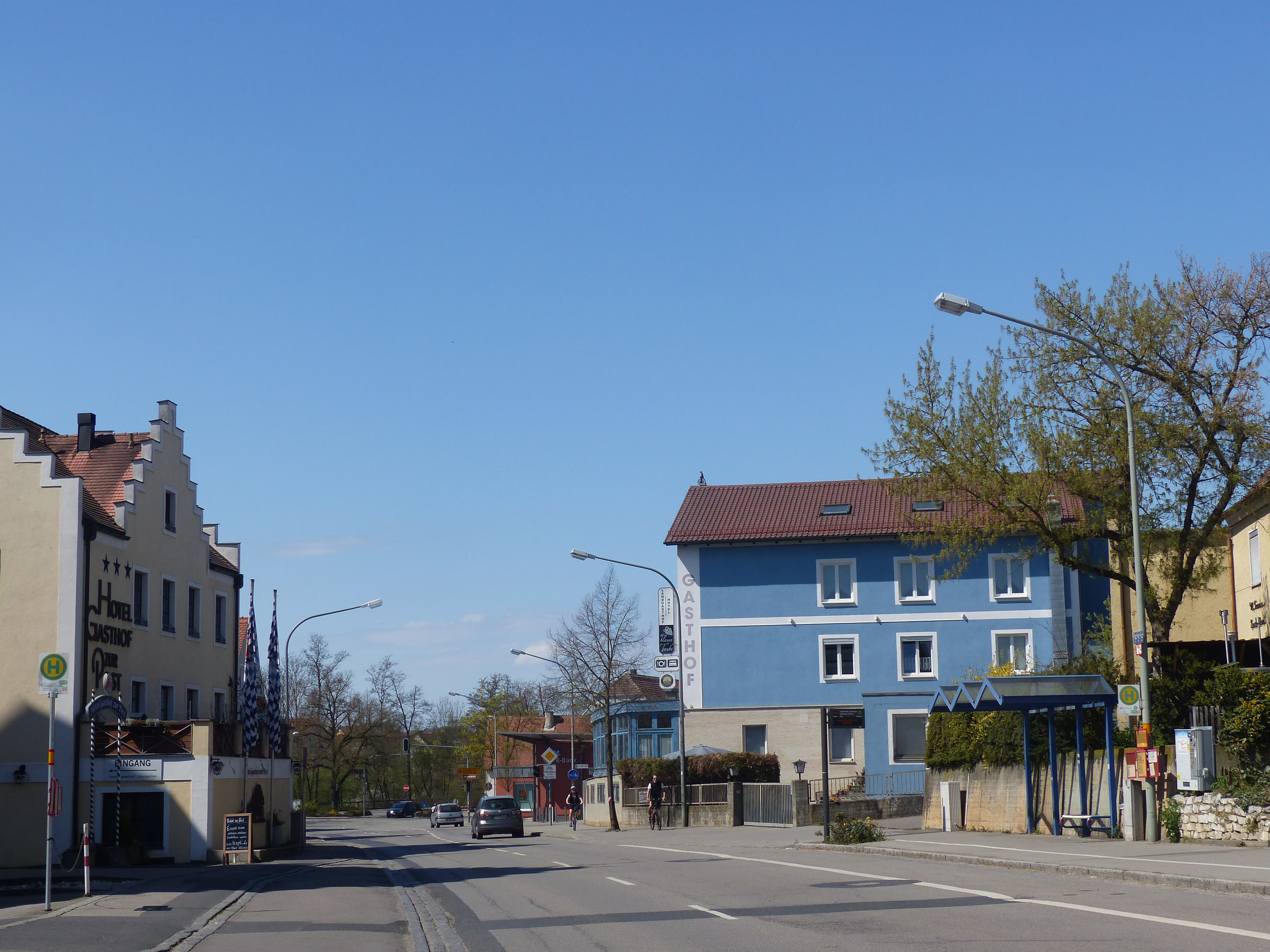
Die St 2165 im Ortsgebiet von Haselmühl

Die aus dem Nordwesten von Amberg kommende Staatsstraße 2165 durchquert den Ort und führt in ostsüdöstlicher Richtung weiter nach Lengenfeld. Im öffentlichen Personennahverkehr wird Kümmersbruck vom Stadtbus (Citybus) der Linie 409 und von verschiedenen Buslinien des RBO-Unternehmens bedient.
Im westlichen Ortsgebiet von Haselmühl befand sich von 1910 bis 1985 ein Eisenbahnhaltepunkt der vollständig demontierten Bahnstrecke Amberg–Schmidmühlen. Auf der Trasse dieser ehemaligen Bahnlinie wurde ein Teilabschnitt des Fünf-Flüsse-Radwegs eingerichtet.

## Baudenkmäler

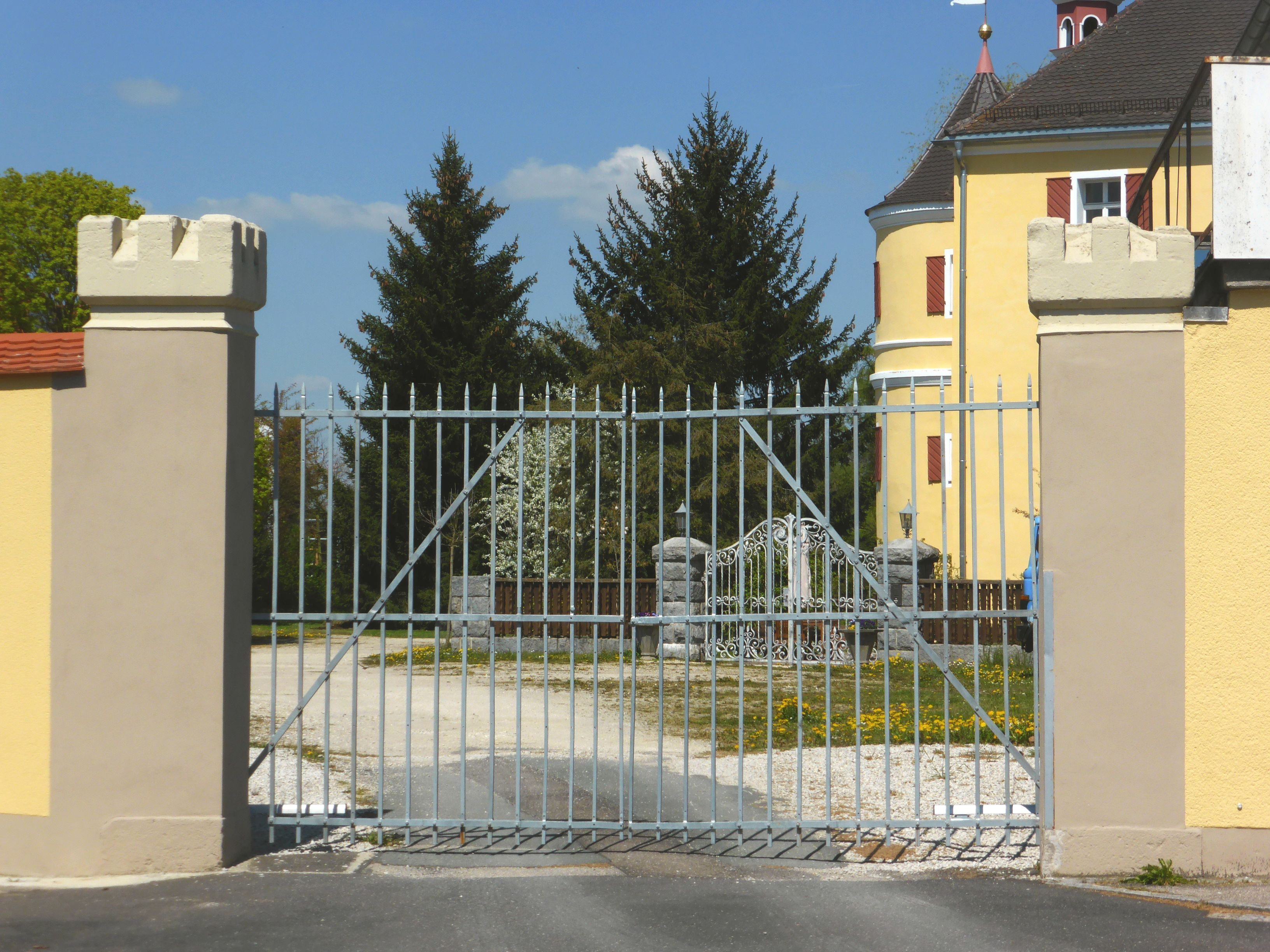
Das Zugangstor zum Hammergut Haselmühl

In Haselmühl gibt es ein denkmalgeschütztes Objekt, nämlich ein ehemaliges Hammergut, das direkt am westlichen Uferrand Vils liegt. Auch eine mittlerweile schon 70 Jahre alte Kapelle steht am westlichen Ortsrand von Haselmühl.